# Martin Luther (1953)
Martin Luther (bra: Martinho Lutero) é um filme teuto-norte-americano de 1953, do gênero drama histórico-biográfico, dirigido por Irving Pichel, com roteiro baseado na vida do reformador Martinho Lutero.

## Sinopse

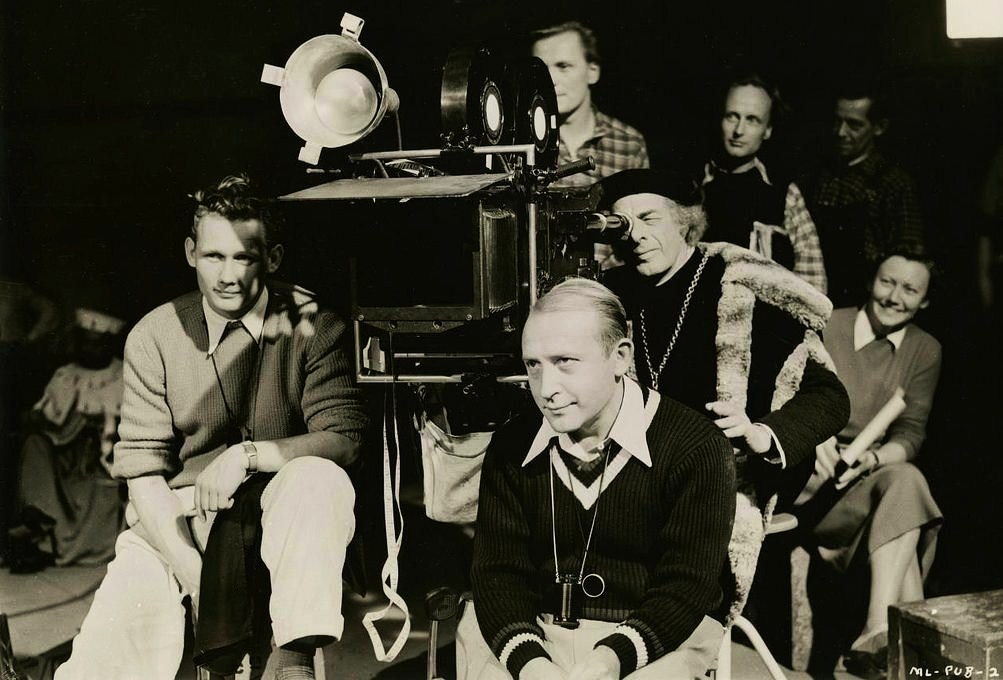
Kurt Grigoleit, Joseph C. Brun e Irving Pichel na filmagem de Martin Luther.